# Pistolet maszynowy Choroszmanów
Pistolet maszynowy Choroszmanów – polski pistolet maszynowy wyprodukowany w warsztacie rusznikarskim Grzegorza Choroszmana, który tworzył go wspólnie z synami. Był używany przez partyzantów z oddziału im. Tadeusza Kościuszki (późniejsza brygada AL) na Polesiu.
Od jesieni 1943 do lutego 1944 wykonano 22 egzemplarze pierwszego wzoru, opartego na pistolecie maszynowym konstrukcji radzieckich partyzantów (rozwiązania w nim zastosowane pochodziły z PPSz wz. 41 i PPD-40). Komory zamkowe wykonywane były z fragmentów ram rowerowych. 
W listopadzie 1943 roku zmieniono materiał na komory zamkowe – w czterech egzemplarzach zastosowano rury z instalacji c.o. Wymusiło to modyfikację konstrukcji, bardziej zbliżonej teraz do PPD-40, na którym bezpośrednio wzorował się Jan Choroszman, syn Grzegorza. Komora zamkowa była grubsza niż w pierwszym typie, uproszczono też mechanizm spustowy.
Ostatni wzór pistoletu maszynowego Choroszmanów różnił się obecnością bezpiecznika, udoskonalonym celownikiem, zmniejszoną szybkostrzelnością. Inaczej rozwiązano gniazdo magazynka, co uprościło konstrukcję. Dodano również tłumik płomieni, wzorowany na stosowanym w rkm-ie Diegtiarewa.
Wszystkie serie nie miały przełącznika rodzaju ognia.